# Jean-Philippe de Chéseaux

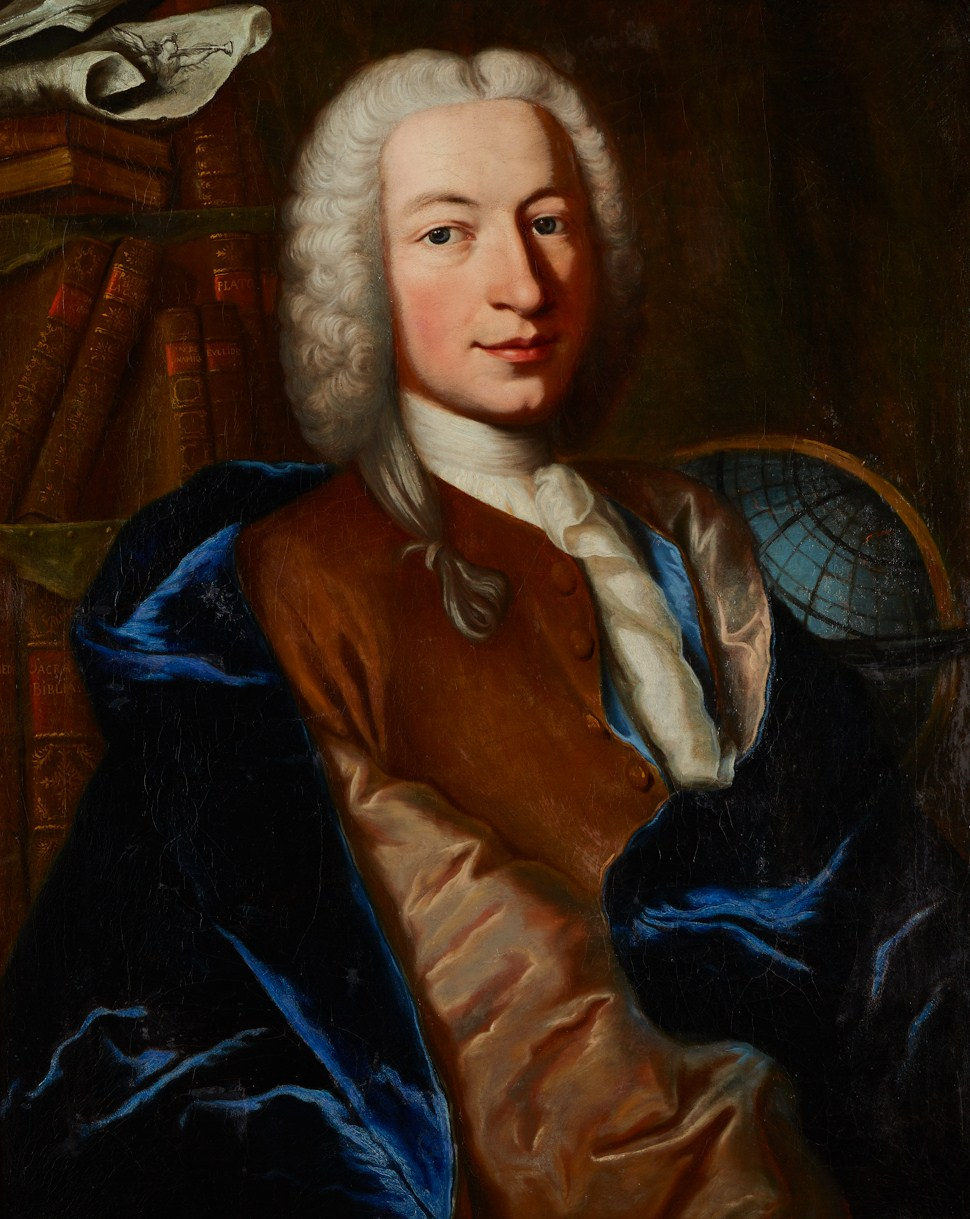
Jean-Philippe de Chéseaux

Jean-Philippe de Chéseaux (Lausanne, 4 mei 1718 - Parijs, 30 november 1751) was een Zwitsers astronoom en wiskundige.
In 1743-44 nam hij de Komeet van 1843 waar (C/1743 Klinkenberg) en beschreef hij het fenomeen in detail. Twee jaar later ontdekte Chéseaux zelf ook een komeet (C/1746 Chéseaux).
In 1746 stelde hij een catalogus samen van 21 nevelachtige objecten waarvan hij er 8 zelf had ontdekt. Hij presenteerde zijn catalogus aan de Franse Academie van Wetenschappen maar het werd pas in 1884 voor de eerste maal gepubliceerd door Guillaume Bigourdan. De Chéseaux was een van de eersten die de paradox van Olbers beschreef.

## Messier objecten
de Chéseaux was de ontdekker van Messier 4, Messier 16, Messier 17, Messier 25, Messier 35, en Messier 71.

## New General Catalogue
de Chéseaux ontdekte ook de open sterrenhopen NGC 6633 en IC 4665 in het sterrenbeeld Slangendrager.
Jean-Philippe de Chéseaux overleed in 1751 op 33-jarige leeftijd.